# Peter Mihailovič Kapcevič
Peter Mihailovič Kapcevič (rusko Пётр Миха́йлович Капце́вич), ruski general, * 1772, † 1840.
Bil je eden izmed pomembnejših generalov, ki so se borili med Napoleonovo invazijo na Rusijo; posledično je bil njegov portret dodan v Vojaško galerijo Zimskega dvorca.
Med letoma 1822 in 1827 je bil generalni guverner Zahodne Sibirije.

## Življenje
Šolanje je prejel v Artilerijskem in inženirskem korpusu. Bil je vojaški svetovalec obrambnega ministra grofa Arakčejeva. Leta 1812 je poveljeval 7. pehotni diviziji, s katero se je odlikoval v bitki za Smolensk in za Borodino. Naslednje leto je postal poveljnik 10. pehotnega korpusa.
Leta 1819 je bil imenovan za poveljnika samostojnega sibirskega korpusa in častnega atamana sibirskih kozaških enot. Leta 1822 je postal generalni guverner Zahodne Sibirije. Od leta 1828 je poveljeval samostojnemu korpusu notranjih stražarjev. 